# NGC 3759
NGC 3759 é uma galáxia lenticular (SB0) localizada na direcção da constelação de Ursa Major. Possui uma declinação de +54° 49' 23" e uma ascensão recta de 11 horas, 36 minutos e 53,8 segundos.
A galáxia NGC 3759 foi descoberta em 19 de Agosto de 1866 por Heinrich Louis d'Arrest.